# Рамздейл, Эрон
Эрон Кристофер Рамздейл (англ. Aaron Christopher Ramsdale; родился 14 мая 1998 года, Стаффордшир) — английский футболист, вратарь клуба «Саутгемптон» и сборной Англии. Выступает на правах аренды за «Ньюкасл Юнайтед».

## Карьера
Рамздейл является воспитанником футбольного клуба «Шеффилд Юнайтед». 6 ноября 2016 года дебютировал в поединке Кубка Англии против «Лейтон Ориент». 31 января 2017 года подписал контракт с «Борнмутом». Стоимость трансфера составила 800 тыс. фунтов. Спустя 3 года Рамздейл вернулся в «Шеффилд Юнайтед». «Борнмут» получит 18,5 млн фунтов за трансфер.
Победитель чемпионата Европы 2017 года среди юношей до 19 лет. На турнире сыграл пять встреч, в том числе и финальную, во всех выходил в стартовом составе.
Вызывался в сборную Англии на Евро-2020 и на матчи квалификации чемпионата мира, и дебютировал 15 ноября 2021 года в матче против Сан-Марино в отборе ЧМ-2020 (0:10).

## Достижения
«Арсенал» Лондон
- Обладатель Суперкубка Англии: 2023

Сборная Англии
- Победитель чемпионата Европы среди юношей до 19 лет: 2017
- Серебряный призёр Чемпионата Европы: 2020